# Батхари
Батхари — один из современных южноаравийских языков, распространённый на юге Омана. Вместе с мехри, харсуси и хобйот входит в западную группу современных южноаравийских языков (классификация Аарона Баттса).
Батхари относится к группе современных южноаравийских языков семитской ветви афразийской (семито-хамитской) языковой макросемьи. В прошлом было распространено ошибочное мнение о том, что эти языки являются диалектами арабского языка или продолжением древних южноаравийских языков. Возможно, что батхари не является отдельным языком, а диалектом языка мехри. Язык бесписьменный.
Язык батхари впервые был описан в 1929 году британским дипломатом и исследователем Бертрамом Томасом (1892—1950). Он распространён на побережье Омана неподалёку от островов Куриа-Муриа и во внутренних пустынных районах. Батхари является самым уязвимым из современных южноаравийских языков. Ныне насчитывается около 300 носителей этого практически вымершего языка. Носители батхари, в особенности мужчины, как правило являются билингвами и владеют арабским языком. Молодое поколение мало интересуется своим родным языком, ощущает себя частью арабо-мусульманской общности и называет себя «арабами».